# Fabián Assmann
Walter Fabián Assmann (Zárate, 1986. március 23. –) német származású argentin labdarúgó, aki kapusként játszik, jelenleg az Aldosivi csapatában.

## Karrierje
Assmann 2007. április 21-én mutatkozott be a Clausura 2007-es szezonjában. A 2007-es Aperturától már az 1-es számú mezt viselte amit Oscar Ustari viselt mielőtt távozott a spanyol Getafe csapatába.
2009 augusztusában kölcsönben a spanyol Las Palmas csapatába került. Az argentin kapus 2010 júliusában visszatért az Independiente csapatába.

## Külső hivatkozások
- Ismertetője a transfermarkt.co.uk honlapján